# Molophilus (Molophilus) howesi
Molophilus (Molophilus) howesi is een tweevleugelige uit de familie steltmuggen (Limoniidae). De soort komt voor in het Australaziatisch gebied.